# Frank Cousins (Politiker, 1904)
Frank Cousins, PC (* 8. September 1904 in Bulwell, Nottinghamshire; † 11. Juni 1986) war ein britischer Gewerkschaftsfunktionär und Politiker der Labour Party, der unter anderem zwischen 1956 und 1969 Generalsekretär der Transport and General Workers Union (TGWU), von 1964 bis 1966 Technologieminister, sowie zwischen 1965 und 1966 Abgeordneter des Unterhauses (House of Commons) war.

## Leben

### Bergarbeiter und Gewerkschaftsfunktionär
Frank Cousins, Sohn eines Bergarbeiters, begann nach dem Schulbesuch als Vierzehnjähriger 1918 ebenfalls als Arbeiter in einem Bergwerk und später als Lastwagenfahrer, ehe er 1938 hauptberuflicher Gewerkschaftsfunktionär wurde. Als Nachfolger von Jock Tiffin wurde er 1955 zunächst Vize-Generalsekretär sowie am 2. Januar 1956 abermals als Nachfolger von Jock Tiffin Generalsekretär der Transportarbeitergewerkschaft TGWU (Transport and General Workers Union). Er bekleidete diese Funktion bis September 1969, woraufhin James „James“ Larkin Jones sein Nachfolger wurde. Als TGWU-Generalsekretär spielte er eine umstrittene Rolle beim siebenwöchigen Streik der Londoner Busfahrer 1958, der nach Ansicht von politischen Beobachtern zu einem massiven Stimmenverlust der Labour Party bei der Unterhauswahl am 8. Oktober 1959 führte. Die Labour Party erreichte dabei 12.216.172 Stimmen (43,9 Prozent) und verlor 2,5 Prozentpunkte sowie 19 der 277 Unterhausabgeordneten im Vergleich zur Wahl vom 26. Mai 1955. Trotz kritischer Stimmen vom Trades Union Congress (TUC), dem Dachverband der Gewerkschaften, und der Labour Party sprach er sich im Namen seiner Gewerkschaft für eine einseitige Politik der nuklearen Abrüstung aus.
1958 wurde Cousins zudem Nachfolger von Hans Jahn als Internationalen Transportarbeiter-Föderation ITF und verblieb in dieser Funktion bis 1960, woraufhin Roger Dekeyzer sein Nachfolger wurde. Zugleich fungierte er 1959 als Vertreter des TUC bei der American Federation of Labor and Congress of Industrial Organizations AFL–CIO, dem US-amerikanischen Gewerkschaftsdachverband. 1962 löste er wiederum Roger Dekeyzer als Präsident der ITF ab und übte dieses Amt nunmehr bis zu seiner Ablösung durch Hans Düby 1965 aus.

### Technologieminister und Unterhausabgeordneter
Nach dem Sieg der Labour Party bei der Unterhauswahl am 15. Oktober 1964 wurde Frank Cousins von Premierminister Harold Wilson am 18. Oktober 1964 als Technologieminister (Minister of Technology) in dessen erstes Kabinett berufen. Am 19. Oktober 1964 wurde er zudem Mitglied des Geheimen Kronrates (Privy Council). Bei einer Nachwahl (By-election) wurde er am 21. Januar 1965 zudem für die Labour Party im Wahlkreis Nuneaton zum Abgeordneten des Unterhauses (House of Commons) gewählt. Er konnte sich dabei mit 18.325 Stimmen (48,92 Prozent) gegen seinen Gegenkandidaten von der Conservative Party David S. Marland durchsetzen, auf den 13.084 Wählerstimmen (34,93 Prozent) entfielen. Bei der darauf folgenden Unterhauswahl am 31. März 1966 wurde er im Wahlkreis Nuneaton mit 27.452 Stimmen (53,98 Prozent) wiedergewählt, während David S. Marland dieses Mal 16.049 Wählerstimmen (31,56 Prozent) bekam. 
Am 4. Juli 1966 trat Cousins aus Protest gegen die von Wilsons Regierung gestützte Gesetzgebung zum Einfrieren der Einkommen und Preise als Technologieminister zurück und wurde von Tony Benn abgelöst. Am 5. Dezember 1966 legte er zudem sein Unterhausmandat nieder, woraufhin der erst 25-jährige Labour-Kandidat Les Huckfield bei einer Nachwahl am 9. März 1967 zu seinem Nachfolger gewählt wurde. Im Anschluss widmete er sich wieder verstärkt seiner Funktion als Generalsekretär der Transport and General Workers Union, die während seiner Amtszeit mit 1,25 Millionen Mitgliedern zu den einflussreichsten Gewerkschaften gehörte. Er sah Streiks als letztes Mittel und trug dazu bei, kurz bevorstehende Streiks der Werftarbeiter in Southampton sowie von Lastwagenfahrern, die die Londoner Märkte mit Obst und Gemüse belieferten, zu vermeiden. Er war zuletzt zwischen 1968 und 1970 auch Vorsitzender der Community Relations Commission, die aufgrund des Race Relations Act 1968 zur Verbesserung der Beziehungen zwischen den unterschiedlichen Rassen, Religionen und Glaubensansichten gegründet wurde. IM September 1969 legte er seine Funktion als TGWU-Generalsekretär nieder und lebte bis zu seinem Tode in Chesterfield.

## Hintergrundliteratur
- Chambers Biographical Dictionary. Edinburgh 2002, ISBN 0-550-10051-2, S. 366.